# Seznam nejvyšších budov v Dallasu

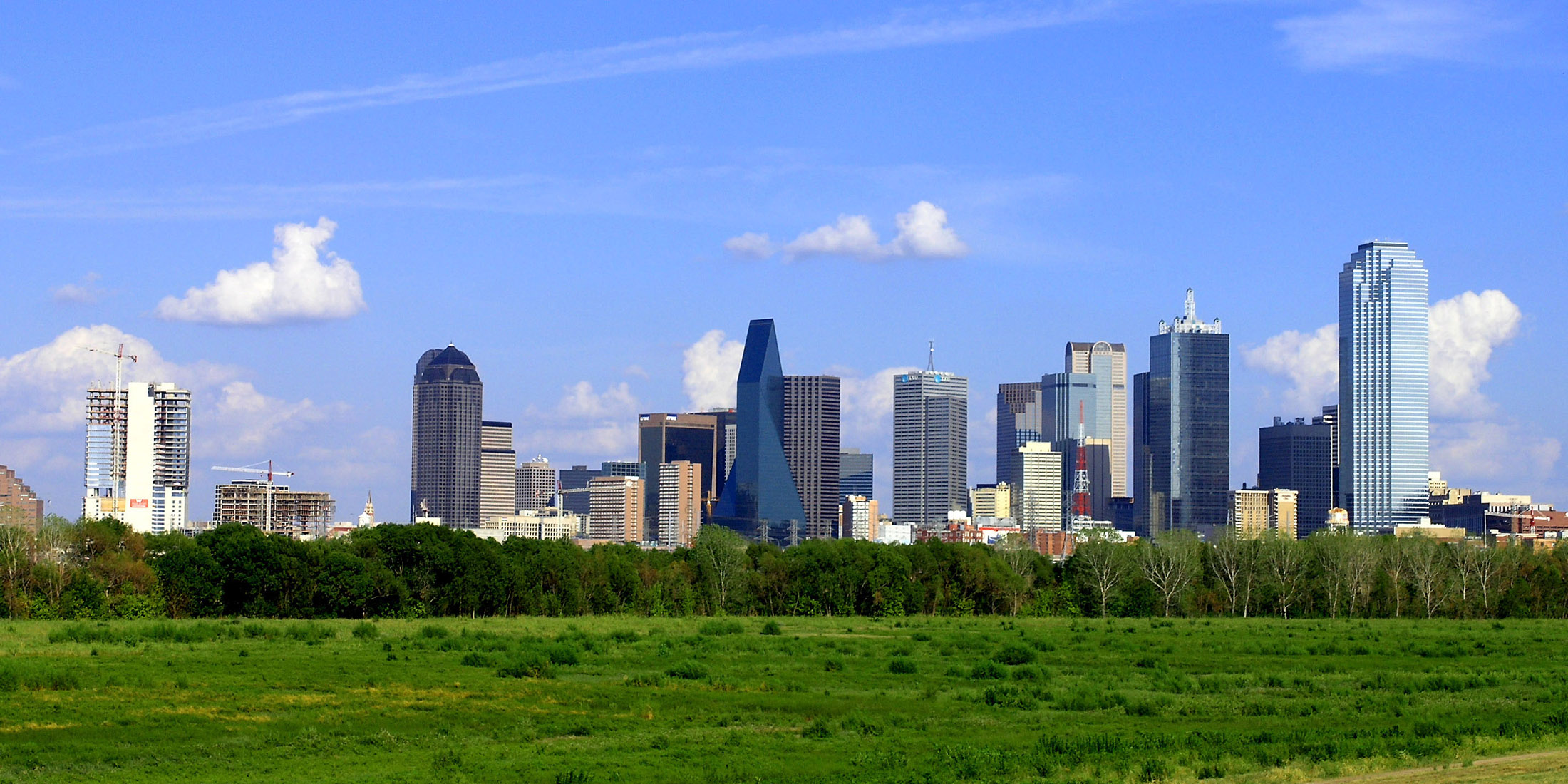
Centrum Dallasu

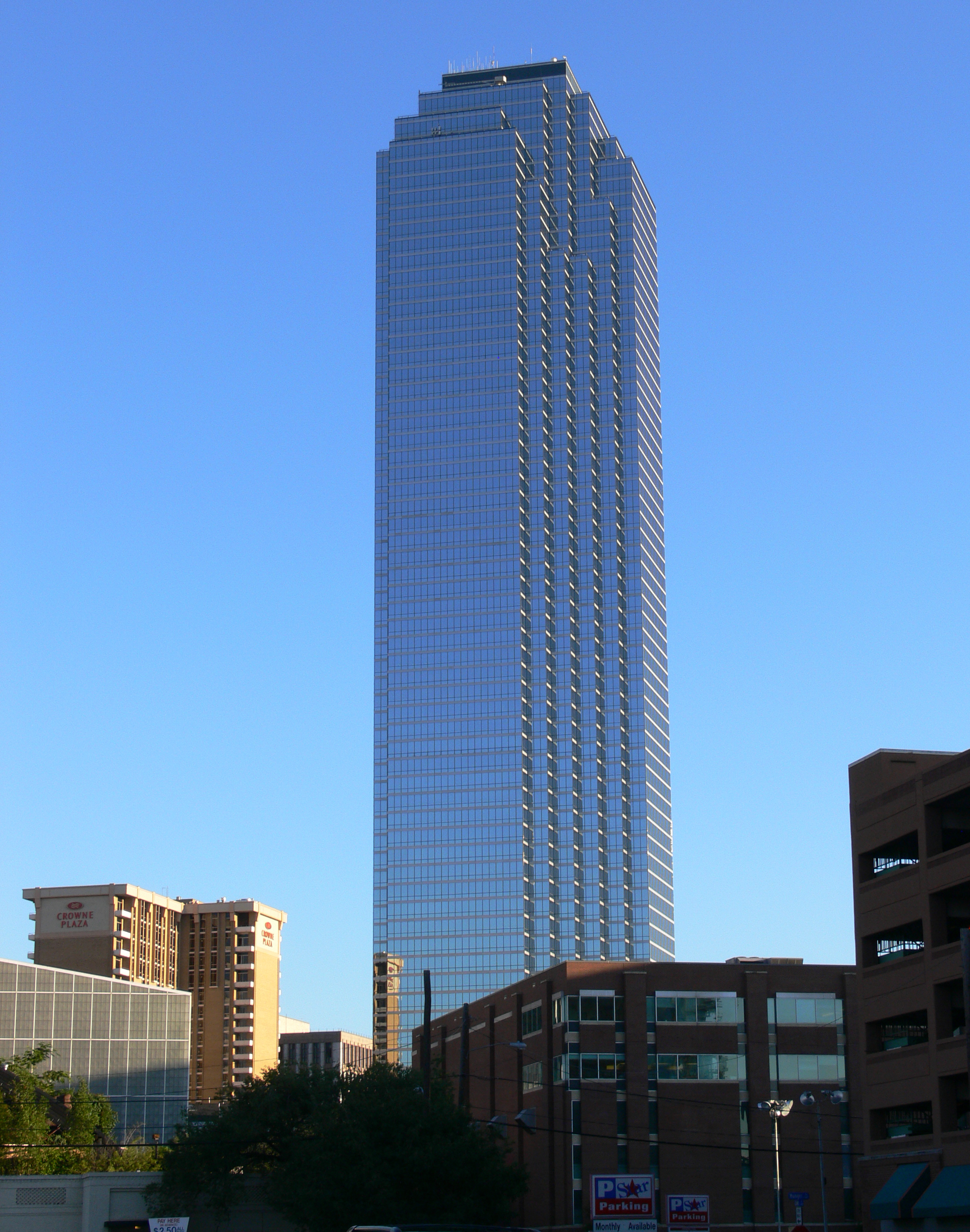
Bank of America Plaza - nejvyšší budova města

Seznam dokončených budov vyšších jak 150 m stojících v Dallasu.
| Pořadí | Název                             | Výška [m] | Počet podlaží | Rok dokončení |
| ------ | --------------------------------- | --------- | ------------- | ------------- |
| 1      | Bank of America Plaza             | 281       | 72            | 1985          |
| 2      | Renaissance Tower                 | 271       | 56            | 1974          |
| 3      | Comerica Bank Tower               | 240       | 60            | 1987          |
| 4      | JPMorgan Chase Tower              | 225       | 55            | 1987          |
| 5      | Fountain Place                    | 220       | 62            | 1986          |
| 6      | Trammell Crow Center              | 209       | 50            | 1985          |
| 7      | 1700 Pacific Avenue               | 200       | 50            | 1983          |
| 8      | Thanksgiving Tower                | 197       | 50            | 1982          |
| 9      | Energy Plaza                      | 192       | 49            | 1983          |
| 10     | Elm Place                         | 191       | 52            | 1965          |
| 11     | Republic Center Tower I           | 184       | 36            | 1954          |
| 12     | Republic Center Tower II          | 182       | 53            | 1964          |
| 13     | One AT&T Plaza                    | 177       | 37            | 1984          |
| 14     | Lincoln Plaza                     | 177       | 45            | 1984          |
| 15     | Cityplace Center                  | 171       | 42            | 1988          |
| 16     | Sheraton Dallas Hotel             | 168       | 42            | 1959          |
| 17     | Mercantile National Bank Building | 159       | 31            | 1943          |
| 18     | Bryan Tower                       | 156       | 34            | 1973          |